# Estació d'Ocata
Ocata és una estació de ferrocarril propietat d'Adif a Ocata (barri del Masnou) a la comarca del Maresme. L'estació és a la línia Barcelona-Mataró-Maçanet per on circulen trens de les línies de rodalia R1 i RG1 de Rodalies de Catalunya operades per Renfe Operadora.
Aquesta estació de la línia de Mataró va entrar en servei el 28 d'octubre de 1848, tot i que el baixador original no es conserva, quan es va obrir el ferrocarril de Barcelona a Mataró, la primera línia de ferrocarril de la península Ibèrica. A Barcelona es va construir la terminal entre la Barceloneta i la Ciutadella, a la vora del Torín a l'inici de la desapareguda avinguda del Cementiri, que posteriorment seria substituïda per l'Estació de les Rodalies. La iniciativa de la construcció del ferrocarril havia estat de Miquel Biada i Bunyol per dur a terme les múltiples relacions comercials que s'establien entre Mataró i Barcelona.
L'any 2016 va registrar l'entrada de 1.046.000 passatgers.
L'any 2022 es van iniciar les obres per soterrar i millorar els accessos de l'estació i desprès d'unes obres que van tenir alguns retards, la nova estació va reprendre el servei el 2 de març de 2024.

## Serveis ferroviaris
| Procedència/Destinació                  | <         | Línia | >             | Procedència/Destinació                               |
| --------------------------------------- | --------- | ----- | ------------- | ---------------------------------------------------- |
| Rodalia de Barcelona                    |           |       |               |                                                      |
| Molins de Rei L'Hospitalet de Llobregat | El Masnou |       | Premià de Mar | Mataró Arenys de Mar Calella Blanes Maçanet-Massanes |
| Rodalia de Girona                       |           |       |               |                                                      |
| L'Hospitalet de Llobregat               | El Masnou |       | Premià de Mar | Figueres Portbou                                     |